# Amazon Redshift
Amazon Redshift是一款互联网托管服务和資料倉儲产品，是大型雲端運算平台亚马逊云计算服务的一部分。该产品基于大规模并行处理数据倉儲公司ParAccel的技术（该公司后被Actian收购），用以处理大规模数据集和数据库迁移。该产品与亚马逊公司的其他托管数据库产品（如Amazon RDS）的区别在于，它能处理基于列式数据库原理存储的大數據数据集的分析工作的负载。 
Amazon Redshift基于较旧的PostgreSQL 8.0.2版本并对其进行了改动。 最初的公众预览版（beta）于2012年11月发布，完整版则于2013年2月15日发布。该服务可以处理其他大多数应用程序使用ODBC和JDBC建立的连接。
根据Forrester在2018年第四季度发布的云端数据仓储（Cloud Data Warehouse）报告，Amazon Redshift的云端数据仓储部署最大，超过6,500个。在2018年由Gigaom进行的基准测试中，Redshift的表现优于Microsoft Azure。。
亚马逊在其“APN合作伙伴”计划列出了众多的商业智能软件所有者及经过测试的工具，包括Actian、Actuate Corporation、Alteryx、Dundas Data Visualization、IBM Cognos、InetSoft、Infor、Logi Analytics、Looker (company)、MicroStrategy、Pentaho、Qlik、SiSense、Tableau Software和 Yellowfin。提供数据集成工具的合作伙伴包括Informatica和SnapLogic。系统集成和咨询合作伙伴包括埃森哲、德勤、凱捷和DXC Technology。